# Drozdowo (gromada w powiecie płońskim)
Drozdowo – dawna gromada, czyli najmniejsza jednostka podziału terytorialnego Polskiej Rzeczypospolitej Ludowej w latach 1954–1972.
Gromady, z gromadzkimi radami narodowymi (GRN) jako organami władzy najniższego stopnia na wsi, funkcjonowały od reformy reorganizującej administrację wiejską przeprowadzonej jesienią 1954 do momentu ich zniesienia z dniem 1 stycznia 1973, tym samym wypierając organizację gminną w latach 1954–1972.
Gromadę Drozdowo z siedzibą GRN w Drozdowie utworzono – jako jedną z 8759 gromad na obszarze Polski – w powiecie płońskim w woj. warszawskim, na mocy uchwały nr VI/10/14/54 WRN w Warszawie z dnia 5 października 1954. W skład jednostki weszły obszary dotychczasowych gromad Ćwiersk, Dramino, Drozdowo, Kiniki, Niedarzyn, Pęsy Małe i Śródborze ze zniesionej gminy Strożęcin w tymże powiecie. Dla gromady ustalono 14 członków gromadzkiej rady narodowej.
31 grudnia 1959 z gromady Drozdowo wyłączono wieś Śródborze, włączając ją do gromady Dziektarzewo w tymże powiecie, po czym gromadę Drozdowo zniesiono a jej (pozostały) obszar włączono do nowo utworzonej gromady Kaczorowy tamże.